# Сергеєв Михайло Григорович
Михайло Григорович Сергеєв (нар. 1903 — пом. 1993) — радянський дипломат; надзвичайний і повноважний посол. Кандидат історичних наук.

## Біографія
Народився у 1903 році. Член ВКП(б). На дипломатичній роботі з 1936 року:
- у 1937—1939 роках — генеральний консул СРСР в Мілані (Італія);
- у 1939—1941 роках — перший секретар Повноважного представництва, Місії СРСР у Греції, повірений у справах СРСР у Греції;
- у 1943—1945 роках — завідувач I європейського відділу Народного комісаріату закордонних справ СРСР;
- з 20 березня 1945 року по 12 липня 1946 року — надзвичайний і повноважний посол СРСР в Бельгії; за сумсництвом з 17 листопада 1945 року по 12 липня 1946 року — надзвичайний і повноважний посланник СРСР в Люксембурзі;
- з 12 липня 1946 року по 1 червня 1948 року — надзвичайний і повноважний посол СРСР в Аргентині;
- у 1948—1950 роках — заступник завідувача I європейського відділу МЗС СРСР;
- у 1950—1953 роках — завідувач І європейського відділу МЗС СРСР;
- з 23 липня 1953 року по 5 січня 1962 року — надзвичайний і повноважний посол СРСР у Греції.

Брав участь у роботі низки міжнародних нарад і конференцій. З 1962 року — у відставці. Помер у 1993 році.